# Davit Samurkasovi
Davit Samurkasovi (en georgiano: დავით სამურკასოვი; Tiflis, 5 de febrero de 1998) es un futbolista georgiano que juega en la posición de centrocampista para el FC Lokomotivi Tbilisi de la Erovnuli Liga.

## Trayectoria
Tras formarse en el FC Lokomotivi Tbilisi, finalmente en 2015 subió al primer equipo. Hizo su debut el 28 de febrero de 2015 en un partido de la Erovnuli Liga contra el FC Samgurali Tskhaltubo, encuentro que finalizó con un resultado de 5-2 a favor del conjunto teflisense. Su debut en competiciones internacionales se produjo el 27 de agosto de 2020 en un partido contra el CS Universitatea Craiova.

## Clubes
| Club                  | País    | Año    | Partidos | Goles |
| --------------------- | ------- | ------ | -------- | ----- |
| FC Lokomotivi Tbilisi | Georgia | 2015 - | 136      | 2     |